# Wartan Oskanjan

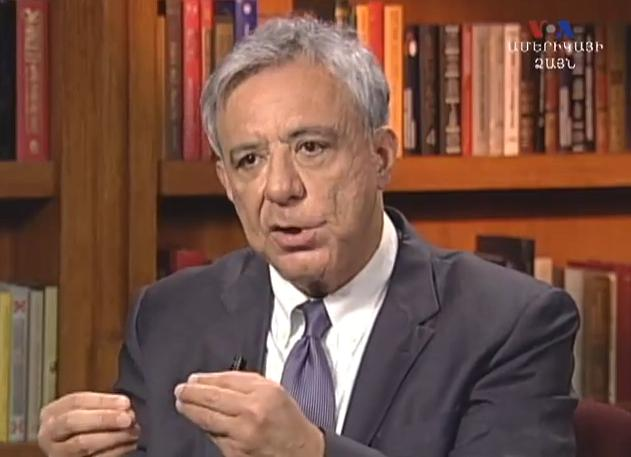
Wartan Oskanjan

Wartan Minasi Oskanjan (armenisch Վարդան Մինասի Օսկանյան, englisch meist Vardan Oskanian, seltener Vartan oder Oskanyan, in wissenschaftlicher Transliteration Vardan Oskanyan; * 7. Februar 1955 als Wartan Woskanjan (Վարդան Ոսկանյան) in Aleppo, Syrien) ist ein armenischer Politiker. Er war von 1998 bis 2008 Außenminister der Republik Armenien und von 2012 bis 2017 parteiloser Abgeordneter der Nationalversammlung in der Fraktion von Blühendes Armenien.

## Biografie
Die Familie seines Vaters stammt aus der anatolischen Stadt Marasch, sie hatte den Völkermord an den Armeniern überlebt. Die Familie der Mutter war schon früher wegen Verfolgungen durch die Türken nach Aleppo geflüchtet, wo es eine große armenische Gemeinde gibt. Dort besuchte er eine armenische Schule. 
1973 siedelte Oskanjan in die Armenische SSR über und studierte bis 1979 Bauingenieurwesen am Polytechnischen Institut in Jerewan.
1981 wanderte er nach Boston (USA) aus und änderte seinen Namen leicht in Oskanian, vermutlich deshalb, weil dies die Aussprache seines Namens im westarmenischen Dialekt ist. 1983 erwarb er einen Master im Fach Ingenieurwissenschaften von der Tufts University, 1986 an der Harvard University einen Master in Öffentlicher Verwaltung und 1991 den dritten Master im Fach Rechtswissenschaft und Diplomatie von der Fletcher School, der Graduiertenschule der Tufts University. Noch während seines Studiums an der Fletcher School gründete er das englischsprachige Armenian International Magazine und blieb bis 1992 dessen Herausgeber.
Eigentlich sollte Oskanjan in die Fußstapfen seines Onkels treten, eines Diamantgroßhändlers in Los Angeles. Doch gleich nach der Unabhängigkeit der Republik Armenien im Jahr 1991, kehrte er 1992 in deren Hauptstadt Jerewan zurück. Dort wurde er zunächst Leiter der Abteilung für den Nahen Osten, dann der Abteilung für Nordamerika, des armenischen Außenministeriums. Im Jahr 1994 wurde er zum Stellvertretenden Außenminister ernannt, ab 1996 zum Ersten Stellvertretenden Außenminister, war im Jahr 1996 zugleich Außerordentlicher und Bevollmächtigter Botschafter und lehrte auch zwischen 1997 und 1998 als Dozent an der American University of Armenia.
1998 legte er die US-amerikanische Staatsbürgerschaft ab und nahm die armenische an. Dabei beließ er es bei der geänderten Version seines Namens. Im selben Jahr wurde Oskanjan zum Außenminister ernannt und blieb es ein ganzes Jahrzehnt lang. Im Jahr 2008 trat Edward Nalbandjan seine Nachfolge an, im Zuge des Regierungsendes Robert Kotscharjans als Staatspräsident nach zwei Amtszeiten.
Nach seinem Ausscheiden aus dem Regierungskabinett gründete Oskanjan 2008 die Civilitas Foundation, eine armenische Nichtregierungsorganisation, und wurde dessen Gründungsvorsitzender. Er gab den Vorsitz auf, als er 2012 in die Nationalversammlung gewählt wurde. Dort schloss er sich als parteiloser Abgeordneter der Fraktion der nationalkonservativ-rechtsliberalen Partei Blühendes Armenien an. Das Mandat behielt er bis 2017.

## Privates
Oskanjan spricht neben seiner armenischen Muttersprache nach eigenen Angaben die Fremdsprachen Arabisch, Englisch, Französisch, Russisch und Türkisch. Er ist mit der amerikanischen Staatsangehörigen Dr. Nani Oskanjan verheiratet, sie ist Kinderärztin. Das Ehepaar hat zwei Söhne, die ebenfalls US-amerikanische Staatsangehörige sind, und lebt in Jerewan.